# Tentation (roman)
 (mars 2025).
Cet article concerne le roman de Stephenie Meyer. Pour l'adaptation cinématographique de Chris Weitz, voir Twilight, chapitre II : Tentation.
Pour les articles homonymes, voir Tentation.
 (mai 2019).
Si vous disposez d'ouvrages ou d'articles de référence ou si vous connaissez des sites web de qualité traitant du thème abordé ici, merci de compléter l'article en donnant les références utiles à sa vérifiabilité et en les liant à la section « Notes et références ».
Tentation (titre original : New Moon) est le deuxième tome de la saga Twilight de Stephenie Meyer mettant en scène une humaine, Bella Swan, amoureuse d'un vampire, Edward Cullen. Il sera adapté au cinéma sous le titre New Moon, faisant suite à l'adaptation du tome précédent, Twilight, chapitre I : Fascination.

## Résumé
Bella se réveille le matin de ses 18 ans après avoir fait un cauchemar où elle est vieille. Pendant l'été, elle a trouvé un emploi à temps partiel, travaillant trois jours par semaine dans la boutique de sport des parents de Mike Newton.
Les Cullen l'invitent à une soirée d'anniversaire, à laquelle elle ne souhaite pas se rendre en raison de sa peur de vieillir. Discutant de Roméo et Juliette, Edward avoue à Bella qu'il comptait se suicider si James l'avait tuée à la fin du premier roman : réfléchissant à un plan raisonnable, il décide que si nécessaire, il ira en Italie provoquer les Volturi pour qu'ils le tuent.
Bella se rend chez les Cullen pour fêter son anniversaire ; Emmett, Rosalie et Jasper lui offrent un autoradio pour sa camionnette. En ouvrant son deuxième cadeau, Bella s'entaille le doigt avec l'emballage. L'odeur du sang fait perdre le contrôle à Jasper, qui tente de l'attaquer et en est empêché par les autres Cullen ; en repoussant Bella loin de Jasper, Edward la projette contre une vitre, dont de nombreux fragments se fichent dans la peau de Bella, empirant la situation. Carlisle fait partir tous les autres vampires pendant qu'il soigne Bella, étant lui-même insensible à l'odeur du sang. Edward ramène ensuite Bella chez elle.
Le lendemain, Edward dit à Bella que Jasper et Alice sont partis à Denali, rejoindre un clan ami de vampires végétariens. Le soir, il se rend chez Bella, mais regarde seulement un match de sport avec Charlie avant de repartir, en n'adressant presque pas la parole à sa petite amie. Le jour suivant, il annonce à Bella que les Cullen s'en vont de Forks et la quitte sur-le-champ, lui disant qu'elle ne lui apporte « rien de bon ». Il lui fait enfin promettre de ne pas commettre « d'acte téméraire ou stupide ».
Elle se perd dans la forêt en tentant de regagner son domicile et s'endort. Elle se réveille plusieurs fois, restant immobile. La première fois, elle entend des personnes la chercher en appelant son nom, mais ne répond pas. La seconde, elle est réveillée par la pluie et continue à entendre plusieurs personnes l'appeler. Elle entend alors un reniflement de grand animal. Enfin, quelqu'un la retrouve et se présente sous le nom de Sam Uley. Il la ramène à Charlie, tandis qu'hébétée, elle répète en boucle « Il est parti » sans même s'en rendre compte. Les Cullen disparaissent alors en quelques heures de Forks. Carlisle explique à l'hôpital qu'il part travailler dans un grand établissement à Los Angeles, ce qui est forcément faux, les Cullen se tenant à l'écart des régions peuplées ou ensoleillées. Le livre contient ensuite plusieurs pages vides, correspondant aux mois d'octobre à janvier. En février, Charlie annonce à Bella qu'il la renvoie chez sa mère, à Jacksonville ; elle affirme avoir eu des bonnes notes et eu un comportement irréprochable pendant les quatre mois, mais Charlie lui reproche d'être complètement apathique. Il lui rappelle qu'au départ de Renée, il a réagi de la même façon, mais qu'elle ne s'en remet pas ; il lui propose de voir un psy, mais Bella s'y oppose, sachant qu'elle ne pourra pas raconter toute la vérité de toute façon. Pour contredire son père et ne pas retourner à Jacksonville, elle dit à son père qu'elle ira au cinéma à Port Angeles avec Jessica. Or, celle-ci a complètement arrêté de lui adresser la parole après quelques semaines de mutisme de Bella. Jessica accepte cependant d'aller au cinéma avec elle et elles regardent Dead End, un film d'horreur. En sortant de la séance, les deux jeunes femmes veulent aller au restaurant. Dans une rue sombre, elles croisent les quatre hommes qui l'ont agressée l'année précédente, quand Edward l'a sauvée et lui a avoué ses sentiments. Quand elle s'approche d'eux, elle entend clairement la voix d'Edward qui la sermonne et recule ; Jessica, qui a senti qu'elles étaient en danger, est en colère contre elle. Quelques jours ou semaines plus tard, alors que Bella travaille au magasin des Newton, des randonneurs se vantent d'avoir croisé une bête gigantesque, bien plus grande que des grizzlis, à quelques mètres d'un sentier.
Bella passe ensuite en voiture devant la maison de la famille Marks, qui annonce le don de deux motos délabrées. Se souvenant que Charlie couvre de nombreux accidents de la circulation, elle estime pouvoir se mettre en danger facilement et donc souvent entendre la voix d'Edward. Elle se souvient alors que Jacob Black a réparé sa camionnette et saura sûrement réparer les motos aussi. Jacob est en effet ravi.
Jacob s'inquiète de ne plus voir Bella après les réparations. Comme ils se sont liés d'amitié, elle lui propose d'organiser des sesions de révisions ensemble deux fois par semaine. Au lycée, Angela et Mike pardonnent immédiatement son apathie à Bella, tandis que Jessica et Lauren refusent de lui adresser la parole. Mike s'entiche même à nouveau d'elle, lui proposant d'aller au cinéma avec lui. Elle refuse, puis accepte une invitation « en vieux potes ».
Les motos sont enfin réparées, et Jacob et Bella se promènent dans la réserve quand ils voient des jeunes Quileutes sauter d'une falaise d'une quarantaine de mètres dans la mer. Jacob affirme que les sauteurs appartiennent à une sorte de gang, « des scouts qui auraient mal tourné. Ils ne se bagarrent pas et veillent au respect de l'ordre ». Sam est le chef de ce groupe, qui est pris très au sérieux par les aînés. Jacob admet ensuite qu'il est en colère contre Sam, car ce dernier tient à le traiter différemment et à espérer qu'il rejoigne sa bande seulement parce que son ancêtre est Ephraïm Black, le dernier grand chef de la tribu. Il s'inquiète pour Embry, qui avait très peur du groupe de Sam, puis a soudain cessé d'aller en cours pendant une semaine et se comporte depuis « comme s'il appartenait à Sam ». Les motos réparées, Bella s'amuse à tester ses limites, entendant toujours la voix d'Edward qui la réprimande.
Jacob achète des bonbons à Bella pour la Saint-Valentin, la mettant très mal à l'aise. Bella invite tous les membres de sa bande d'amis du lycée, ainsi que Quil et Jacob, à voir le film d'horreur dont Mike lui a parlé, mais tous finissent par annuler sauf Mike et Jacob. Après le film, Jacob annonce ses sentiments à Bella, qui le repousse : comprenant qu'il s'agit d'Edward, il lui dit qu'il n'abandonnera pas l'affaire. Bella se rend soudain compte que Jacob a la peau brûlante, et croit qu'il est victime de la gastro qui circule au lycée. Billy confirme qu'il est malade, mais alors que la gastro dure vingt-quatre heures, Jacob ne donne aucun signe de vie pendant plusieurs jours malgré de nombreux appels manqués.
N'ayant pas de nouvelles, Bella décide de randonner seule et se retrouve à la clairière où elle a vu Edward briller pour la première fois. Or, Laurent se trouve au même endroit. Laurent lui dit avoir beaucoup apprécié Tanya et Anna, du clan de Denali, mais ne pas avoir réussi à se plier aux restrictions alimentaires des vampires végétariens. Il lui raconte que Victoria a décidé de la tuer en représailles du meurtre de son compagnon, James.
Au moment où il se prépare à tuer Bella, un immense loup noir apparaît, suivi de quatre autres, et Laurent s'enfuit  Bella apprend que Billy assiste toujours au conseil de la tribu, alors qu'il ne répond pas au téléphone : Jacob évite manifestement Bella, et elle en déduit qu'il est tombé à son tour sous l'emprise de Sam Uley. Elle croise alors Quil, qui lui confirme que Jacob a rejoint la bande de Sam.
Elle se rend alors chez Jacob, qui lui ouvre la porte. Bella le reconnaît à peine : il a tondu son crâne et semble avoir vieilli, son visage plus dur qu'avant et son air avenant envolé. Il lui dit qu'il ne peut pas lui expliquer ce qu'il se passe, mais que tout est de la faute des Cullen, puis il ajoute qu'il ne veut plus voir Bella. Un peu plus tard, Jacob entre cependant chez Bella par la fenêtre. Bella remarque que sa peau est toujours aussi brûlante, alors qu'il ne semble plus malade du tout. Il veut lui dévoiler son secret, mais quelque chose l'en empêche physiquement : il tente donc de lui faire deviner en lui rappelant leur première rencontre à La Push. Pendant la nuit, Bella rêve de Jacob et du mythe qu'il lui avait raconté, et elle comprend que Jacob est un loup-garou. Elle lui rend donc visite, convaincue que la meute des loups-garous est responsable de la vague de disparitions et de meurtres de randonneurs dans la région. Or, Jacob lui répond qu'il s'agit de l'œuvre de Victoria, et Bella lui explique pourquoi Victoria est dans la région. Il l'invite alors à en discuter avec la meute des loups. Bella refuse de servir d'appât, ne voulant pas mettre d'autres personnes en danger, et Sam approuve sa décision, affirmant qu'il préfère que tout le monde reste dans les parages pour la chasser plus efficacement. Les loups se mettent alors à constamment mener la garde pour ne pas rater le retour de Victoria. Une fois, ils la chassent presque jusqu'à la frontière canadienne, mais elle ne se manifeste plus après cette excursion.
Bella décide qu'elle est « accro à [ses] hallucinations auditives » et veut absolument tester un plongeon depuis une haute falaise de First Beach. Un jour où la meute part en chasse de Victoria, elle décide de tenter l'expérience. Or, elle est emportée par le courant et se noie. Elle est sauvée par Sam et Jacob, qui ont dû abandonner la chasse parce que Victoria a fui par la mer et pourrait se rendre à La Push plus rapidement à la nage qu'eux en courant. Plus tard dans la journée, Emily annonce aux loups que Harry Clearwater a eu une attaque cardiaque et est à l'hôpital. Charlie Swan et la famille Clearwater sont à son chevet. En la ramenant chez elle, Jacob sent l'odeur d'une vampire et panique, croyant qu'il s'agit de Victoria. Or, Bella reconnaît la voiture de Carlisle qui s'approche.

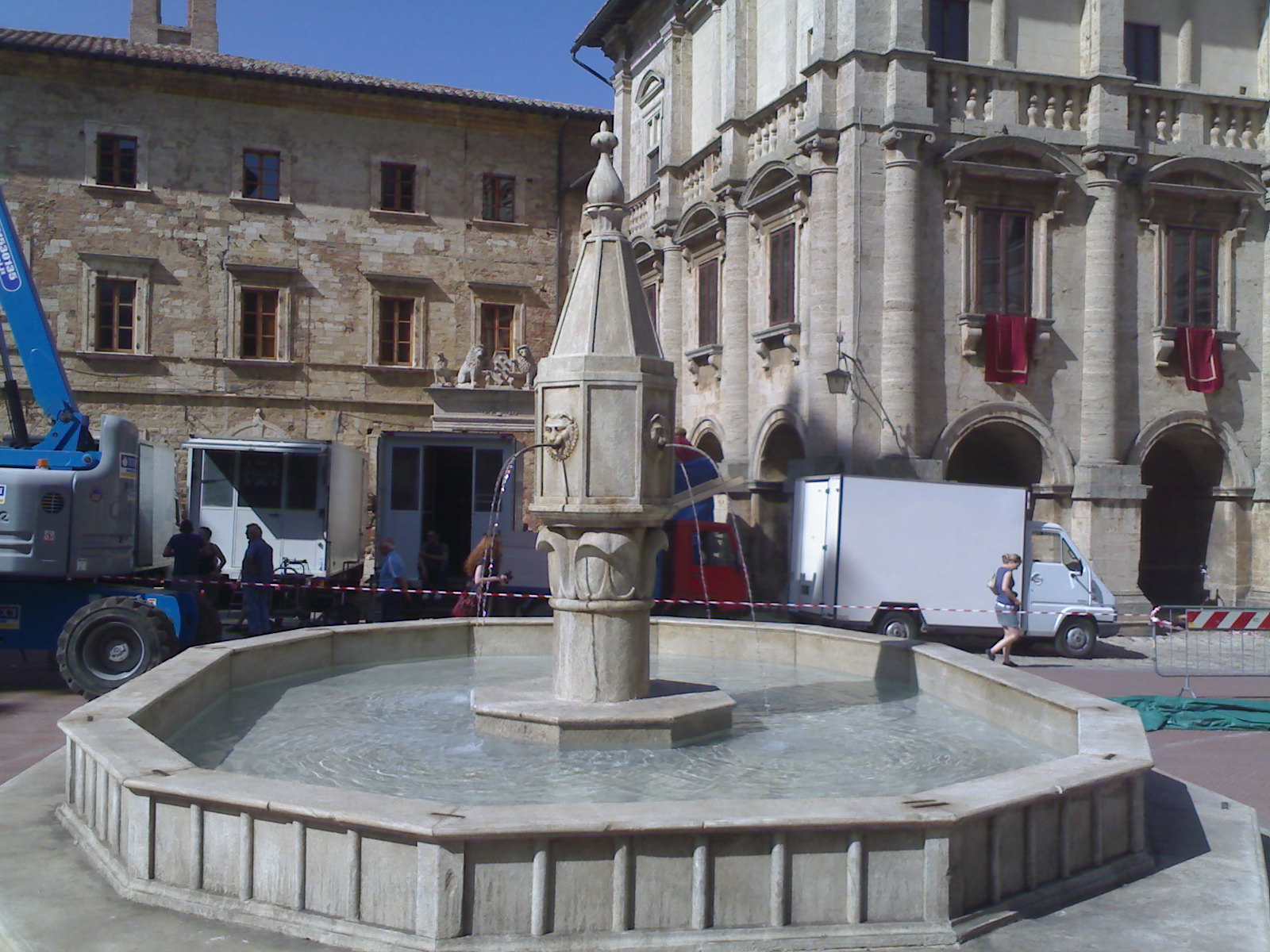
La fontaine de Montepulciano, lieu de tournage des scènes italiennes du film Tentation.

La conductrice de la voiture est Alice, qui dit à Bella qu'elle l'a vue sauter de la falaise et s'est inquiétée. Elle raconte à Bella qu'Edward passe voir Carlisle et Esmé tous les deux ou trois mois, ne disant pas où il se rend le reste du temps. Alice, quant à elle, est en visite auprès du clan de Denali lorsqu'elle a sa vision et se rend précipitamment à Forks. Alice se rend alors chez Charlie Swan : s'il en veut terriblement à Edward, il continue à beaucoup apprécier Alice et lui raconte les mois de dépression de Bella, qui apprend ses propres actions en les écoutant parler à leur insu. Charlie raconte que la première semaine, il a voulu hospitaliser sa fille, qui avait sombré dans un état catatonique. Quand il prépare ses bagages pour la renvoyer au soleil, chez sa mère, elle reprend soudain ses esprits et se met à hurler et à jeter des objets au sol. Alice dit à Charlie qu'Edward est en voyage en Amérique du Sud et ne compte pas revenir à Forks, lui assurant qu'il n'est pas au courant de sa propre présence en ville. Alice dit ensuite à Bella que Carlisle travaille de nuit à Ithaca, enseignant à temps partiel à Cornell, où Jasper étudie la philosophie. Esmé restaure une maison classée monument historique, tandis qu'Emmett et Rosalie reviennent d'un voyage de plusieurs mois en Europe. Quant à Alice, elle fait des recherches sur son passé humain. Pour Pâques, ils sont tous auprès du clan de Denali, à l'exception d'Edward. Le lendemain, Jacob rend visite à Bella. Pendant qu'il est là, il répond au téléphone et Edward, se faisant passer pour Carlisle, lui demande si Charlie Swan est présent : il lui répond que ce dernier est « à l'enterrement », sans préciser qu'il s'agit de celui de Harry Clearwater, et raccroche brutalement. Alice a alors une vision d'Edward cherchant à se suicider, convaincu que Bella est morte en sautant de la falaise.
Alice comprend qu'Edward convaincu que Bella est morte en sautant de la falaise. Elle a une vision de lui se rendant en Italie pour se suicider en provoquant les Volturi, comme il l'a mentionné au début du roman. Alice fait remarquer qu'Aro, le chef des Volturi, aime beaucoup Carlisle et ne voudra probablement pas tuer Edward malgré sa demande. Edward compte donc, s'ils refusent, troubler la paix de la ville pour les forcer à le punir. Les deux femmes s'envolent immédiatement pour l'Italie afin de tenter de le joindre à temps. Dans l'avion, Alice a une nouvelle vision qui lui confirme que les Volturi ont refusé de tuer Edward, comptant l'intégrer à leur garde en raison de son don intéressant, ce qui donne aux deux femmes plus de temps pour agir. Alice confie alors à Bella qu'elle trouve le choix d'Edward de la garder humaine ridicule et qu'elle hésite à s'occuper elle-même de sa transformation, puis détaille le plan d'Edward, expliquant qu'il compte se mettre en plein soleil à midi pile afin de dévoiler le secret des vampires aux personnes présentes en ville. Cette opération se déroule le jour de la Saint-Marcus. La légende veut en effet qu'un missionnaire chrétien, le père Marcus,  ait chassé les vampires de Volterra à l'aide de croix et d'ail avant de mourir en martyre en Roumanie. Le Marcus en question est celui des Volturi, qui a créé ces rumeurs pour brouiller les pistes de l'espèce vampirique.
Alors qu'elles sont bloquées dans les embouteillages en raison de la Saint-Marcus, Alice ordonne à Bella de courir en demandant le Palazzo dei Priori, affirmant qu'Edward se cache sous la tour de l'horloge, dans l'ombre en attendant midi. Bella court donc et retrouve Edward à exactement midi, alors que le premier coup de cloche résonne. Il fait un pas en avant, et elle le rejette immédiatement en arrière. Or, il est trop tard : des membres de la garde des Volturi les ont rejoints Ces deux membres sont Félix et Démétri. Félix a la large carrure d'Emmett, tandis que Démétri est plus posé et tient à les mener à Aro. Alice les rejoint alors. Alors qu'ils sont sur le point de se battre, Jane fait irruption et leur ordonne de la suivre auprès d'Aro. Aro leur exprime sa joie de les voir, puis raconte à quel point il est jaloux du pouvoir d'Edward, qui répond que le sien est plus puissant bien que plus limité. Il demande ensuite à tester son pouvoir sur Bella pour voir s'il arrive à la lire, ou si seul Edward en est incapable : il n'en est pas capable non plus. Jane échoue à son tour. Aro propose aux trois Américains de le rejoindre, et tous déclinent. Or, Caïus exige la mort de Bella, les humains n'étant pas autorisés à connaître les secrets des vampires. Aro accepte de lui donner un délai avant de forcer sa transformation et Alice lui montre sa vision ancienne de Bella transformée en vampire pour le convaincre, à la grande déception de Caïus, Félix et Jane.
La famille Cullen entière les attend à leur retour à l'aéroport de Sea-Tac. Rosalie, en particulier, adresse ses excuses à Bella, se sentant coupable d'avoir dit à Edward qu'elle était morte sans s'en assurer d'abord. Edward ramène Bella chez elle : son père est furieux de sa disparition de plusieurs jours. Edward dit à Bella que pour les Volturi, le temps s'écoule très lentement, et qu'il ne serait pas surpris qu'ils ne pensent pas à vérifier que Bella est une vampire avant plusieurs décennies. Or, Bella veut toujours devenir vampire, que les Volturi soient ou non impliqués. Elle décide donc de faire voter l'ensemble de la famille Cullen : Alice, Jasper, Emmet, Esmé et Carlisle la soutiennent. Rosalie refuse en expliquant qu'elle ne peut pas soutenir la transformation de qui que ce soit et Edward reste fermement opposé à la proposition, refusant d'accepter le résultat du vote. Il négocie avec sa famille et Carlisle et Bella acceptent une transformation après la fin du lycée, l'année scolarie suivante. Il tente à nouveau de négocier avec elle, un an ou deux, mais elle refuse catégoriquement d'être transformée à vingt ans ; il exige alors qu'elle l'épouse avant la transformation, ce qu'elle a du mal à accepter. Quant à Charlie, il refuse qu'elle continue à fréquenter Edward, estimant qu'il va la blesser à nouveau ; elle menace de déménager et il finit par céder. La situation revient très rapidement à la normale. Prétendant qu'Esmé n'a pas apprécié Los Angeles, la famille Cullen revient à Forks et Carlisle retrouve immédiatement son travail, tandis que Bella doit se préparer à postuler à une bonne université. Le groupe d'amis humains de Bella se reforme rapidement après huit mois sans s'adresser la parole, mais Jacob continue de refuser de lui parler. Jacob rappelle enfin à Edward le contenu du traité de paix entre les loups-garous et les vampires : il est rompu si un vampire mord, et non tue, un humain, ce qui causera une guerre si Bella est transformée.

## Personnages principaux

### Bella et sa famille
- Bella Swan, 18 ans. Elle a des yeux couleur chocolat, des cheveux longs et brun foncé, assez réservée de nature.
- Charlie Swan, père de Bella et chef de la police de Forks.
- Renée Dwyer, mère de Bella, délurée et amoureuse.
- Phil Dwyer, mari de Renée et joueur en équipe de seconde division de baseball a Jacksonville.

### La famille Cullen
- Edward Cullen, Edward Cullen, né en 1901 à Chicago. Il possède le pouvoir de lire dans tous les esprits sauf celui de Bella ce qui reste un mystère pour lui. Juste avant de mourir de la grippe espagnole en 1918, la mère d'Edward, Elizabeth Masen, a demandé au Dr Carlisle Cullen de sauver son fils d'une mort certaine. Elizabeth et Edward avaient tous les deux les yeux verts et les cheveux cuivrés. Le père d'Edward est mort de la première vague de grippe espagnole, et sa mère peu après (lors de la deuxième vague de cette grippe). Il a été soigné par Carlisle en le mordant et le transformant en vampire.
- Carlisle Cullen, « père adoptif » d'Edward, médecin, il a vécu à Londres au XVIIe siècle ; son père était un pasteur lancé dans une bataille contre les créatures démoniaques telles les vampires, et c'est parce qu'il y pris part que Carlisle se transforma lui-même en vampire. Il a d'abord rejoint les Volturi, puis les a quittés pour s'installer aux États-Unis.
- Esmée Cullen, épouse de Carlisle. Elle a tenté de se donner la mort après la mort de son bébé, en sautant d'une falaise. Elle fut transportée à la morgue bien que par miracle son cœur battit encore. Elle fut trouvée et transformée par Carlisle.
- Alice Cullen, Elle possède la capacité de prédire l'avenir, même si ses visions ne sont pas toujours très justes. Elle est en couple avec Jasper. Alice n'a aucun souvenir de sa vie humaine car elle avait été confinée dans un asile pour avoir eu des prémonitions. Son créateur l'a fait sortir de l'asile et l'a transformée pour la sauver de James (vampire qui blessa Bella dans Fascination).
- Emmett Cullen, dont la carrure impressionnante permet de tenir tout le monde en respect. Il est décrit comme ressemblant à un ours par Bella. Son repas préféré est le grizzly, en souvenir de l'ours qui a failli le tuer dans sa vie humaine. Il est en couple avec Rosalie qui l'avait alors sauvé et amené à Carlisle pour qu'il le transforme. Emmett est exubérant et prend tout, même les affrontements, à la légère.
- Rosalie Hale, décrite comme la beauté même, mariée à Emmett. Carlisle l'a trouvée en 1933 alors qu'elle agonisait en pleine rue. Elle avait 18 ans et devait se marier. Un soir, alors qu'elle rentrait de chez une amie, elle est tombée sur des hommes ivres qui se trouvaient être son futur époux et ses amis. Ils l'ont violée et laissée pour morte dans la rue. C'est là que Carlisle l'a trouvée.
- Jasper Hale, Il a le pouvoir de ressentir et de contrôler les émotions de ceux qui l'entourent. Il est marié avec Alice. Il était autrefois engagé dans l'armée confédérée pendant la Guerre de Sécession. Vampire, il a participé aux guerres de territoires violentes qui avait lieu dans le sud, qui incluaient les vampires « nouveau-nés ». Il est encore couvert de cicatrice de morsures, semblables à celle de Bella.

### Habitants de Forks
- Angela Weber, amie de Bella.
- Jessica Stanley, « amie » de Bella et ex-petite amie de Mike.
- Mike Newton, lycéen amoureux de Bella et ex petit ami de Jessica.
- Éric Yorkie, lycéen amoureux de Bella.
- Tyler, « ami » de Bella, a failli l'écraser avec sa voiture (camionnette) dans le premier tome, mais Bella a été sauvée par Edward.
- Waylon, ami de Charlie, s'est fait tuer par Laurent, James et Victoria dans le premier tome.

### Les amérindiens Quileutes
- Jacob Black, meilleur ami de Bella, il fait partie de la meute de Sam (loup-garou)
- Billy Black, ami de Charlie et père de Jacob, il habite la réserve proche de Forks avec son fils. Sa tribu se dit descendante des loups-garous et ennemie jurée des vampires.
- Sam Uley, est le chef de la meute (loup-garou)
- Quil Ateara, ami de Jacob
- Embry Call, ami de Jacob, fait partie de la meute de Sam (loup-garou)
- Paul, fait partie de la meute de Sam (loup-garou)
- Jared, fait partie de la meute de Sam (loup-garou)

### Autres vampires
- James, un traqueur, tué dans le premier roman par la famille d'Edward
- Victoria, ancienne compagne de James, cherchant à le venger en voulant tuer Bella afin qu'Edward, fou amoureux de Bella, souffre autant qu'elle a souffert lorsqu'Edward a tué son bien-aimé. Cependant, dans Tentation, Edward est parti et Bella court un danger. Cette dernière a de la chance de connaître les loups-garous...
- Laurent, un ancien membre de la troupe de James. Il est tué par Jacob et sa meute dans Tentation
- Les Volturi, ancestrale et terrifiante famille de vampires qui règnent en quelque sorte sur ceux de leur race depuis Volterra, en Italie. Ils se montrent très intéressés par les aptitudes d'Edward et d'Alice, ainsi que par celles de Bella. Aro, Marcus et Caïus sont les dirigeants. Il y a plusieurs gardes comme Alec, Chelsea, Afron, Corin, Démétri, Félix, Heidi, Jane, Renata et Santiago
- Clan de Denali (Tania, Irina, Eleazar, Carmen, Kate et Laurent)
- Clan des Nomades américains : Peter et Charlotte sont des amis de Jasper, il y a aussi Mary Randall et Garrett
- Clan roumain: Stefan et Vladimir (dans Révélation)
- Clan irlandais: Maggie, Siobhan et Liam (dans Révélation)
- Clan des Amazones: Kachiri, Senna, Zafrina (dans Révélation)
- Clan des Nomades Européens: Alistair,Charles et Makenna